# Casco (animal)

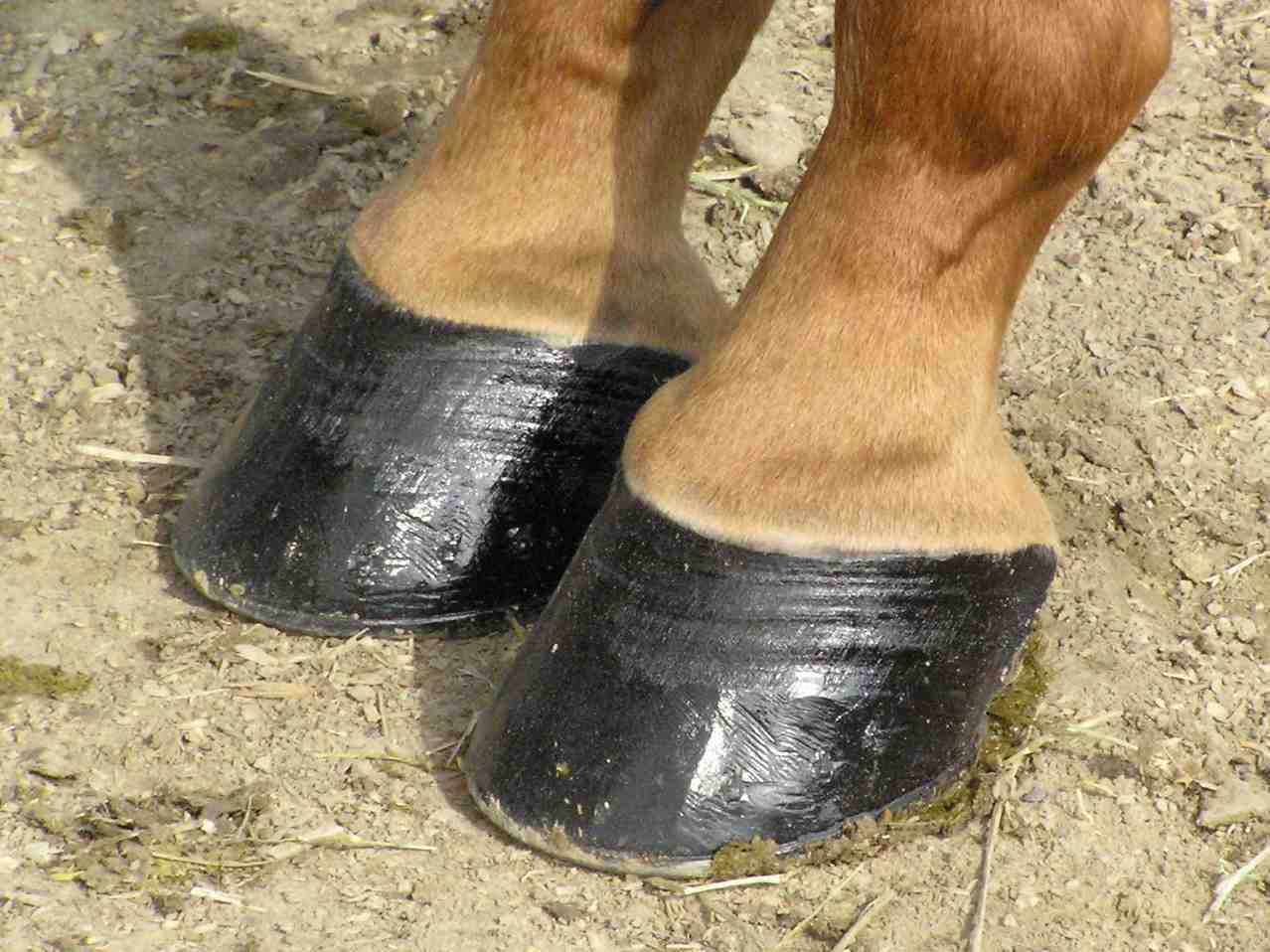
Cascos de um cavalo

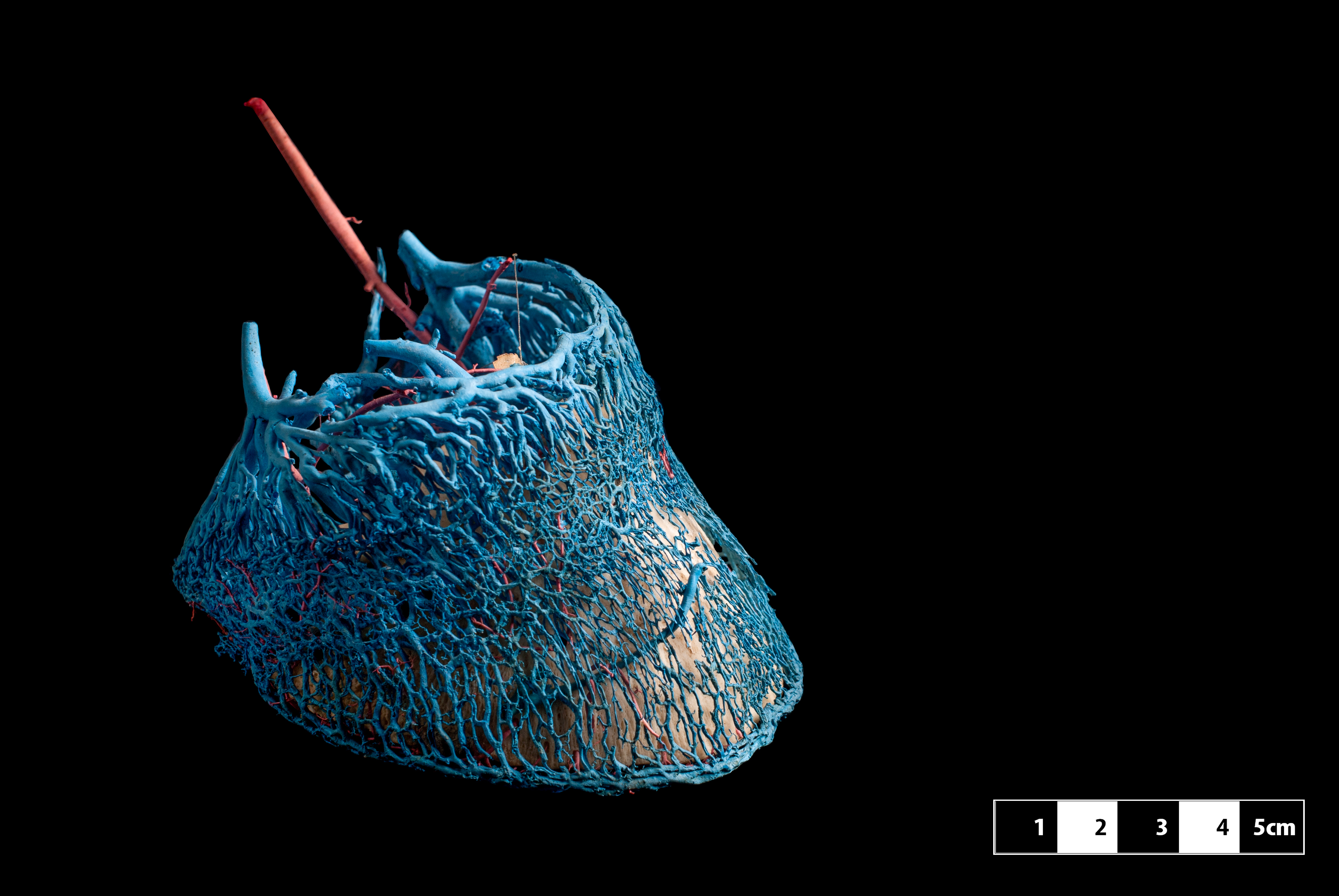
Arquitetura vascular de um pé de cavalo

O casco é a cobertura córnea ou unha espessa na última falange dos dedos dos ungulados. É formado por epitélio de queratina, sua estrutura externa é composta,  principalmente no equino, por: talões, bulbo, tanilha ( em forma de "V"), sulcos da ranilha, pinça, muralha (parede do casco),sola e linha branca. Tem o intuito de sustentar o corpo  dos animais, devido a sua importância é importante a manutenção do equilíbrio do casco, uma da atitudes é a pratica de casqueamento regulamente.